# Parachartergus
Parachartergus  (лат.) — род общественных ос семейства Vespidae.

## Распространение
Неотропика, главным образом, Южная Америка. 3 вида доходят до Мексики.

## Описание
Длина тела 7—11 мм. Окраска черная, реже буро-желтая.

## Систематика
Около 20 видов. Относится к трибе Epiponini.
- Parachratergus apicalis (Fabricius, 1804)
- Parachartergus flavofasciatus (Cameron, 1906)
- Parachartergus apicaloidesi Willingi, 1959
- Parachartergus amazonensis (Ducke, 1905)
- Parachartergus weyrauchi Willing, 1859
- Другие виды